# Escala unificada de classificação da doença de Parkinson
A escala unificada de classificação da doença de Parkinson (UPDRS em inglês) é uma das estratégias usadas para acompanhar o curso longitudinal da doença de Parkinson. A escala de classificação UPDRS é comumente usada para rastrear a progressão dos sintomas da DP porque exibe a presença e a gravidade dos sintomas da doença de Parkinson, e é amplamente usada nos estudos clínicos podendo ser combinada com outras formas de avaliação.
O UPDRS é composto pelas seguintes seções:
- Parte I: avaliação da mentalidade, comportamento e humor
- Parte II: autoavaliação das atividades da vida diária (AVDs), incluindo fala, deglutição, caligrafia, vestir-se, higiene, cair, salivar, virar-se na cama, caminhar e cortar alimentos
- Parte III: avaliação motora monitorada pontuada pelo clínico
- Parte IV: complicações da terapia
- Parte V: Estadiamento de Hoehn e Yahr da gravidade da doença de Parkinson
- Parte VI: Escala ADL de Schwab e Inglaterra

Eles são avaliados por entrevista e observação clínica. Algumas seções exigem várias notas atribuídas a cada extremidade.
Tanto médicos quanto pesquisadores usam o UPDRS e a seção motora em particular para acompanhar a progressão da doença de Parkinson de uma pessoa. Pesquisadores científicos o utilizam para medir os benefícios de uma determinada terapia em um sistema de classificação mais unificado e aceito. Os neurologistas também o utilizam na prática clínica para acompanhar a evolução dos sintomas dos seus pacientes de uma forma mais objetiva.
Acompanhar as pontuações UPDRS ao longo do tempo fornece informações sobre a progressão da doença do paciente. Por exemplo, os sintomas de Michael J. Fox começaram com um leve tremor, então sua pontuação motora teria sido menor que 10. Para a maioria dos pacientes, as pontuações de "mentalidade, comportamento e humor" aumentam mais tarde na doença, mas existe um subconjunto para quem esses sintomas se desenvolvem precocemente.

## Escalas de classificação semelhantes
Outras escalas de classificação para a doença de Parkinson são a escala de Hoehn e Yahr e a escala de atividades da vida diária de Schwab e England, embora ambas as medidas estejam atualmente incluídas no UPDRS em formato modificado.

## MDS-UPDRS
Em 2007, a Movement Disorder Society (MDS) publicou uma revisão do UPDRS, conhecida como MDS-UPDRS. A revisão tornou-se desejável depois que uma Força-Tarefa patrocinada pelo MDS sobre Escalas de Avaliação para a Doença de Parkinson destacou as limitações do UPDRS original. Duas limitações principais incluem a falta de âncora consistente entre as subescalas e a baixa ênfase nas características não motoras da DP. O UPDRS modificado mantém a estrutura de quatro escalas com uma reorganização das várias subescalas. A pontuação varia de 0 a 260, com 0 indicando nenhuma deficiência e 260 indicando deficiência total. As escalas são:
- Parte I: Experiências não motoras da vida diária: 13 itens. Faixa de pontuação: 0–52,[8] 10 e abaixo é leve, 22 e acima é grave.[9]
- Parte II: Experiências motoras da vida diária: 13 itens. Faixa de pontuação: 0–52,[8] 12 e abaixo é leve, 30 e acima é grave.[9]
- Parte III: Exame motor: 18 itens. Faixa de pontuação: 0–132,[8] 32 e abaixo é leve, 59 e acima é grave.[9]
- Parte IV: Complicações motoras: 6 itens. Faixa de pontuação: 0–24,[8] 4 e abaixo é leve, 13 e acima é grave.[9]

Cada item tem 0–4 classificações: 0 (normal), 1 (leve), 2 (leve), 3 (moderado) e 4 (grave).